# オスマン1世

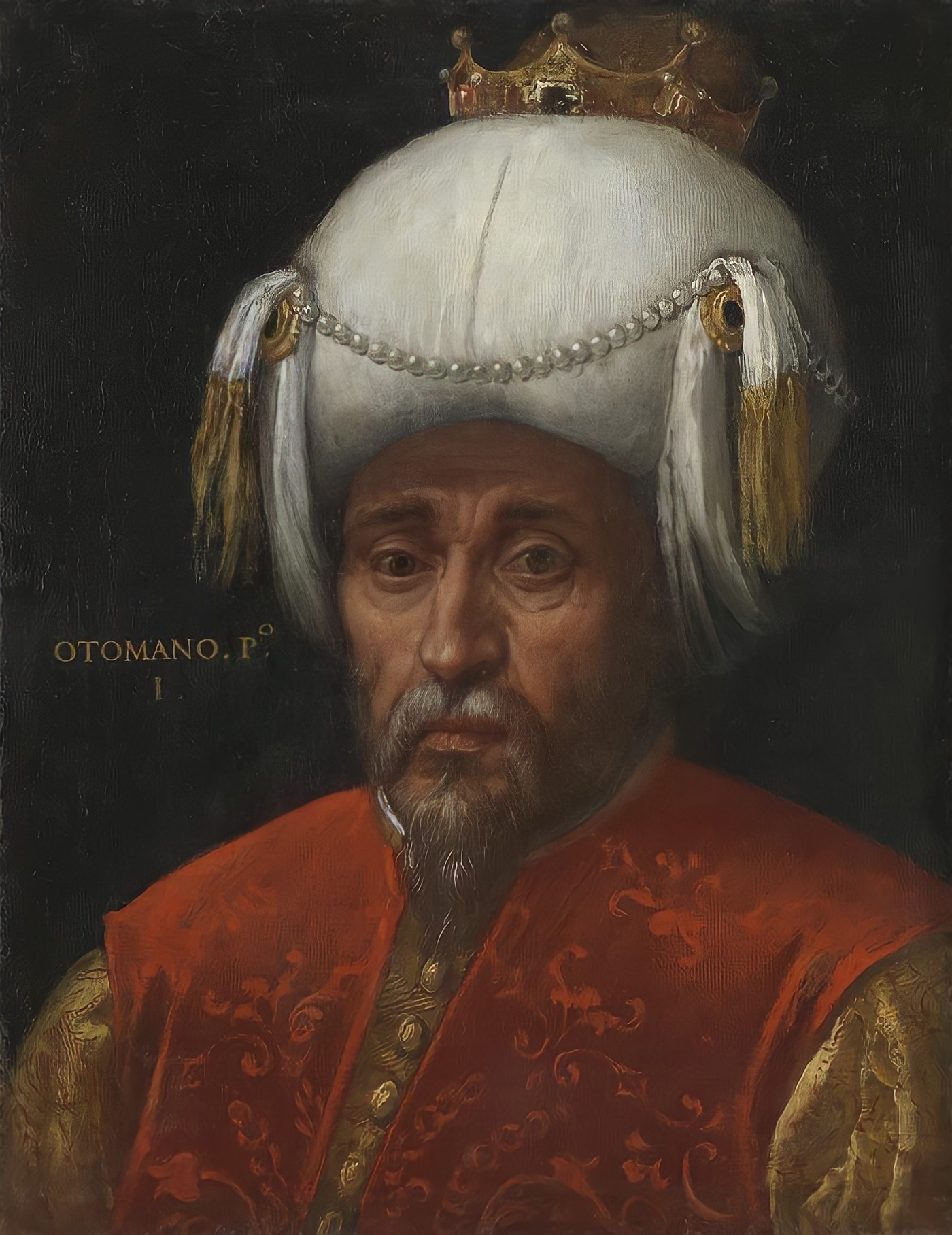
オスマン1世

オスマン1世（Osman I, 1258年2月13日? - 1326年8月9日）は、オスマン帝国の初代皇帝（在位: 1299年 - 1326年）。エルトゥールルの長男。初名はオスマン・ベイ。

## 生涯

### オスマンの名前
東ローマ側の記録によればオスマンのもともとの名前はアトウマン(atouman)、もしくは(ataman)とあり、後にアラビア語由来のウスマーン(uthman)をトルコ語に変化させたオスマン(osman)に変えたとされている。後に息子のオルハンの治世中にアナトリアを旅行したイブンバトゥーダはオスマン侯国のことをオスマンジュクと呼んでいる。

### マル・ハトゥンとの結婚
伝説によれば、若い頃、オスマンは長老（シェイク）エデバリ (en) の娘マル・ハトゥン (en) に恋をしたが、貧しいオスマンは相手にされない可能性があった。そのため、オスマンは手柄を挙げるために、キルメンジク城の城主でギリシャ人のキョセ・ミハルを捕えたが、オスマンとミハルは意気投合、友人となった。
ある時、オスマンは夢を見た。月が長老の胸から昇り、その月がオスマンの胸へ沈んだ。すると、その月が沈んだオスマンの胸から大きな樹木が生えて天を覆いつくし、その根はチグリス、ユーフラテス、ナイル、ドナウのそれぞれの河川を形成した。
そして、風が吹きだすと剣の形をしたその樹木の葉がコンスタンティノープルの方角を指したという夢であった。オスマンはエデバリにこの話をするとエデバリはこれはオスマンが世界制覇をするという予言であると夢解きを行ない、娘マル・ハトゥンをオスマンの妻としたという。

### 出自
オスマンの前半生に関する資料は全くなく初期の人生とその出自は謎に包まれている。16世紀のオスマン帝国の史家のケマルパシャザーデによるとおそらく13世紀半ばの1254年もしくは1255年に生まれたとされているがオスマン存命中の生年月日の資料が無いため、明らかになっていない。また、同時代の複数の文献にモンゴル帝国がバクダッドへ侵攻した日に出生したという記述があり、その日に該当する1258年2月13日を生年月日とする意見もある。
オスマンの父のエルトゥールルはモンゴル帝国のアナトリア侵攻から逃れ、その後ルーム・セルジューク朝に忠誠を誓い、東ローマ帝国との国境のソユットの支配権を認められたとあるが、これもオスマン帝国建国から100年以上後に言われ始めたため真相は不明である。

### 領土の拡大
1281年、父・エルトゥールルの死後、後を継いだオスマンはトルクメン系遊牧民やムスリム農民で形成されたガーズィー (en) を率いていた。父の代に小アジアに小国家の基盤は築かれていた。
オスマンは東ローマ帝国の手が及ばない辺境地域を支配し、略奪襲撃を行い、時には近隣の町のアヒー・グループと手を結んだりしていた。これらの同盟などの結果、オスマンはカラジャヒサル城を中心に勢力を築き上げ、モンゴルの攻撃から逃れてきたトルコ系の戦士や宗教指導者、東ローマ帝国の援助が途絶えたキリスト教系の戦士（アクリトイ） (en) らがオスマンの下へ集まった。
1290年代に入るとオスマンは辺境の城8箇所とトルコ人らの町エスクシェヒルを占領した。

### ルーム・セルジューク朝からの独立と崩御

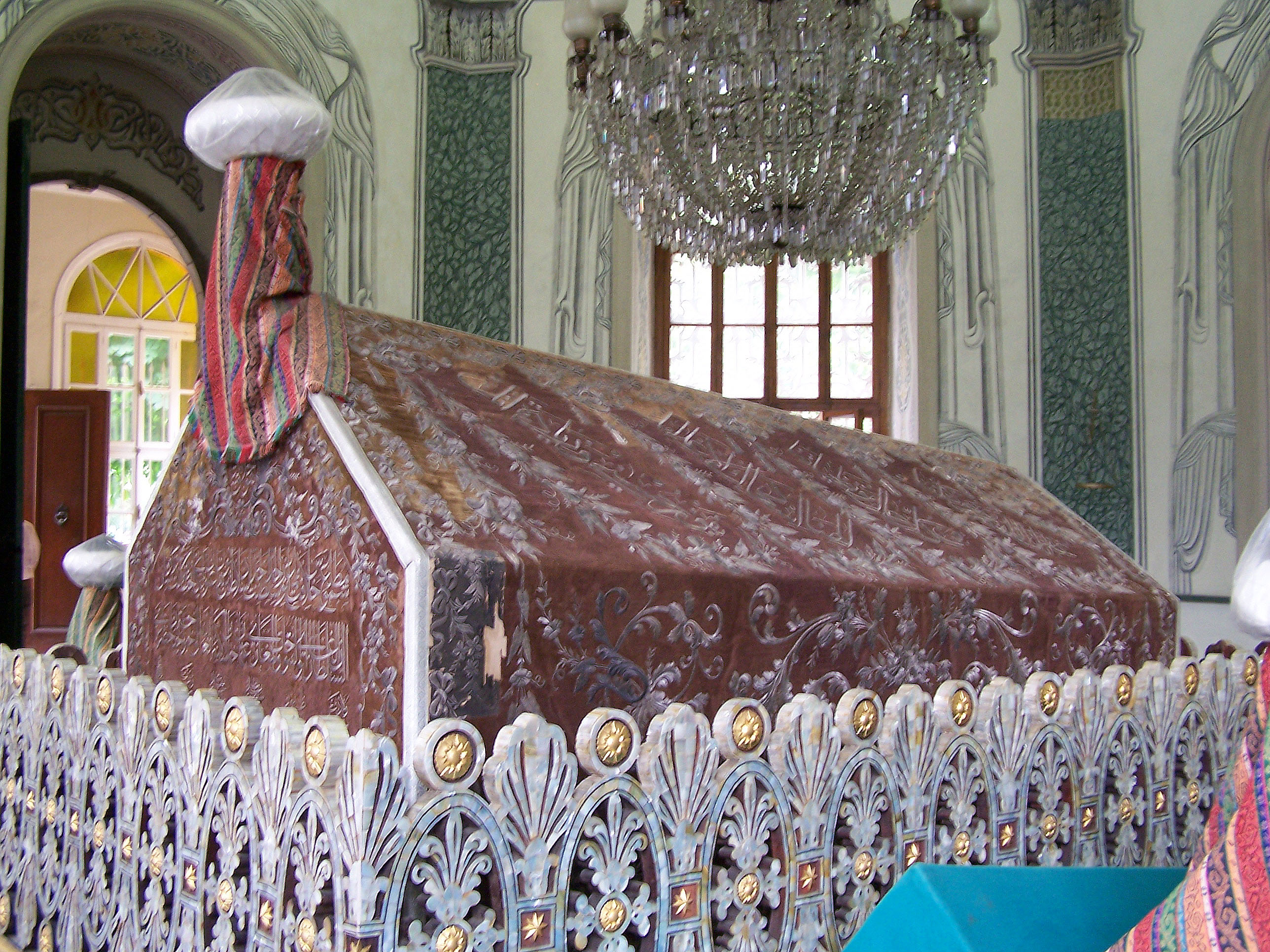
ブルサにあるオスマン1世の墓

1299年、カラ・スーの河谷を占領したのち、イェニシェヒルを占領した。ここで首都となるべき町を手に入れたオスマンはルーム・セルジューク朝から独立を宣言してオスマン帝国を築き上げたのである。
1302年、サカリヤ川が氾濫し東ローマ側の防衛ラインが一挙に崩れるとオスマン1世は領土拡大のため東ローマ帝国に攻め入りバフェウスの戦いでこれを破り、帝国の基礎と次代の繁栄を築き上げた。
バフェウスの戦いの場所は諸説あり、マルマラ海沿岸という説とイズミトの北側の二つの説がある。
さらにサカリヤ川流域に沿いその勢力を拡大させて北はサカリヤ川、南は南西はマルマラ海を、1308年までに平定した。同年エーゲ海近くのエフェンスという町を攻略した。これ以降東ローマ帝国はオスマンらの勢力拡大に有効な対策を取れず、小アジアの防衛を放棄した。オスマンらが得た土地には東ローマ貴族から奪ったものもあれば、土地の売買や政略結婚を通じて平和的に得た土地もあったという。
1326年、ブルサへ進撃したオスマンはブルサ包囲戦 (en) の途中、もしくは攻略直後に崩御し、後を子のオルハンが継いだ。

## 評価
武勇と決断力に富み、国民からの人望も厚かった名君として高く評価されている。